# Избирательное право
Избира́тельное пра́во — юридическое понятие, имеющее два основных значения:
- Объективное избирательное право — подотрасль конституционного права, состоящая из правовых норм, санкционированных законом правил и сложившихся на практике обычаев, регулирующих порядок предоставления гражданам права участия в выборах и способ формирования выборных органов власти[1] (или избирательное право в широком смысле). Относительно понимания объективного избирательного права следует выделить четыре основные точки зрения: 1) избирательное право является институтом конституционного права; 2) избирательное право является комплексным межотраслевым институтом права; 3) избирательное право является подотраслью конституционного права; 4) избирательное право является самостоятельной отраслью права[2]. Наиболее обоснованной из выше приведенных четырех точек зрения является его понимание именно как подотрасли конституционного права[3];
- Субъективное избирательное право (или избирательное право в узком смысле) — право граждан государства избирать (активное избирательное право) и быть избранными (пассивное избирательное право)[4].

Порядок формирования руководящих и контрольно-ревизионных органов юридических лиц не регулируется нормами избирательного права, а входит в регулирование корпоративного права.